# Maison de l'Amirauté de Stockholm

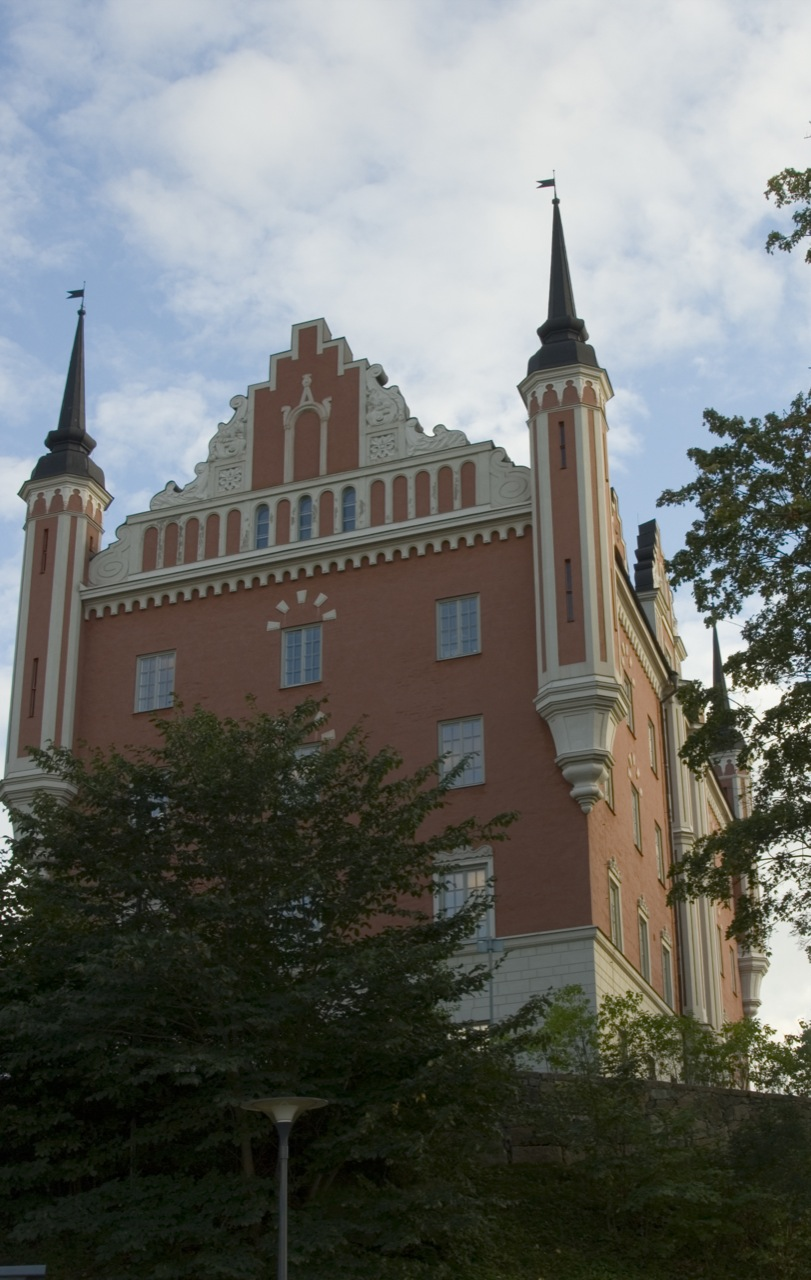
Amiralitetshuset en octobre 2006.

La Maison de l'Amirauté (en suédois : Amiralitetshuset) est un édifice situé dans l'île Skeppsholmen au centre de Stockholm, en Suède.

## Histoire et description
L'édifice a été construit en 1647-1650 alors que le Conseil de l'Amirauté déménageait à Skeppsholmen, et probablement conçu par Louis Gillis, un architecte hollandais opérant à Stockholm depuis les années 1620. Le bâtiment a été construit dans un style Renaissance hollandaise avec des pignons à gradins, un peu comme le bâtiment actuel, mais le portail en calcaire est le seul vestige de cette époque. En 1680-1750, il servit d'archives, puis d'étable à blé jusqu'en 1794, date à laquelle il fut reconstruit en caserne.
Toujours utilisé comme ce dernier, il a été repensé en 1844-46 par l'architecte Fredrik Blom en un bâtiment néo-Renaissance avec des tourelles ajoutées aux angles.
Il a été reconstruit en 1952 par Rudolf Cronstedt pour accueillir à nouveau l'Amirauté, mais abrite aujourd'hui l'Association touristique suédoise (Svenska Turistföreningen, STF),,.